# Chiesa del Sacro Cuore di Gesù (Vigevano)
La chiesa del Sacro Cuore di Gesù è una chiesa di Vigevano, in provincia di Pavia e diocesi di Vigevano.

## Descrizione e storia
Le Adoratrici perpetue del Santissimo Sacramento (dette anche suore sacramentine) furono fondate il 16 aprile 1770 da madre Maria Maddalena dell'Incarnazione, al secolo Caterina Sordini, di Porto Santo Stefano. Entrata nemmeno diciottenne in un convento francescano, durante una notte (conosciuta come notte del Lume e ricordata dalle Sacramentine il 19 febbraio) ebbe una visione di Gesù sotto forma della Santissima Eucaristia: si adoperò quindi per fondare un ordine con scopo principale l'adorazione del Santissimo Sacramento. L'ordine venne riconosciuto da Papa Pio VII il 13 febbraio 1818. Il primo monastero fu posto a Roma, nell'ex Monastero di Sant'Anna alle Quattro Fontane.
Le Suore Sacramentine giunsero a Vigevano da Torino il 6 giugno 1876 su richiesta dell'allora vescovo Monsignor Pietro De Gaudenzi, che desiderava istituire in città un luogo in cui fosse possibile fare adorazione continua alla Santissima Eucaristia. La prima sede fu nell'attuale Monastero delle Domenicane, in vicolo Deomini, costruito appositamente per loro dal vescovo De Gaudenzi tra il 1873 e il 1876. Tuttavia ben presto il monastero divenne troppo piccolo, dato l'alto numero di novizie. Nel 1908, donna Francesca Manara Negrone donò un terreno in via Trento alle suore, dove venne costruito il nuovo monastero. Il 20 giugno 1910, con la benedizione del vescovo Monsignor Pietro Berruti, venne posta la prima pietra, e il 6 giugno 1912 le suore si trasferirono definitivamente nella nuova sede.
Il nuovo monastero fu progettato da una suora architetto, Maria del Sacro Cuore Vittadini, con la supervisione di un sacerdote architetto, Monsignor Spirito Maria Chiappetta. Ha forme neogotiche, ispirate al gotico francese, con tre navate e cappelle laterali; il coro delle monache si trova nel coro poligonale, zona di clausura. La facciata è tripartita, alta e slanciata e fu completata nel 1914. La chiesa ha un campanile, nel quale sono presenti tre campane suonate a martelletto. L'interno è totalmente costruito con marmo di Candoglia, con volte a stucco dipinte con motivi neogotici. Tra le tele presenti negli altari laterali, vi sono quella dell'Addolorata di Enrico Reffo e quella del Sacro Cuore di Giovan Battista Garberini. Dietro all'altar maggiore è presente una grata in ferro battuto di Maurizio Beolchi, che separa la chiesa dal coro monacale. Il coro è stato realizzato da Antonio Baldi. A sinistra dell'altar maggiore è presente una cappella con grata, da cui le suore assistono alla Messa e ricevono l'Eucaristia; a destra invece, sopra alla sacrestia, è presente un matroneo nel quale, a turno, le suore fanno adorazione al Santissimo Sacramento.
Sopra al coro si trova la grande cassa neogotica dell'organo a canne, visibile anche dalla parte accessibile della chiesa. L'organo arriva dal primo monastero di vicolo Deomini, fu costruito da Carlo I Vegezzi Bossi nel 1876 e venne parzialmente ricostruito a fine Ottocento da Alessandro Mentasti. Successivamente le suore chiesero al Mentasti prima e ad Alessandro Krengli poi di costruirne uno nuovo a due tastiere, partendo da quello vecchio. L'organo, di grandi dimensioni, fu restaurato nel 2019 da Sergio Castegnaro secondo le direttive della Soprintendenza.